# Belle Gunness

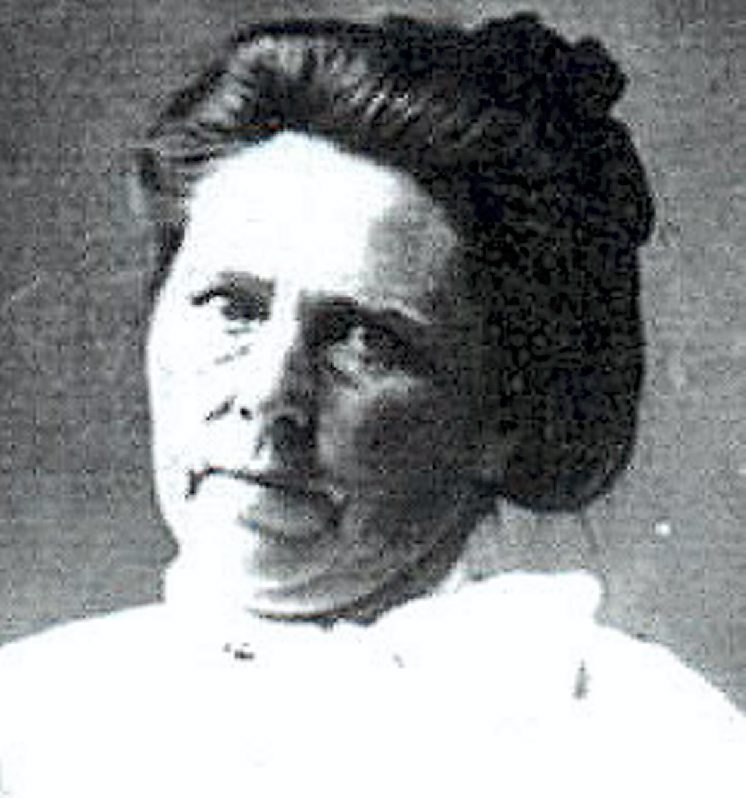
Belle Gunness

Belle Gunness, geboren als Brynhild Poulsdatter Størset (Selbu (Noorwegen), 11 november 1859 - vermist sinds 1908) was een Amerikaanse vrouw van Noorse afkomst die door sommigen verdacht wordt van de moord op veertien mannen en één vrouw. In 1886 emigreerde ze naar Amerika en ze trouwde in 1893 met de Noor Mad Sorenson. Ze leefde in LaPorte, in de staat Indiana.
In 1900 overleed Belles echtgenoot, waarna ze $ 8.000 van zijn levensverzekering inde. In 1902 trouwde ze opnieuw, met Peter Gunness. Hij stierf in 1905. Vervolgens huurde ze Ray Lamphere in als knecht. Ze kregen een affaire, maar desondanks zette Belle in diverse Noorse kranten in Chicago, Illinois een advertentie waarin stond dat ze op zoek was naar een huwelijkskandidaat met voldoende geld om haar hypotheek af te lossen. Verschillende mannen reageerden op de advertentie en vertrokken naar LaPorte. Op 28 april 1908 brandde Belles boerderij tot de grond toe af. Ray Lamphere overleefde de brand, maar de politie vond tussen de resten van het huis vijftien lichamen, waaronder het onthoofde lichaam van een vrouw en de in stukken gehakte lichamen van veertien mannen en het lijk van Jenny Olson, Belles nichtje. Lamphere werd aangeklaagd voor moord en brandstichting, maar uiteindelijk alleen veroordeeld voor het stichten van de brand. Hij stierf in de gevangenis, maar vertelde een celgenoot dat het vrouwenlichaam niet Belle was, maar een vrouw die ze speciaal naar de boerderij had gelokt en vervolgens vermoord. Belle Gunness werd echter nooit meer gezien.

## Gerelateerd onderwerp
- LaPorte (Indiana)
- Ray Lamphere